# Liriope
Liriope là một chi thực vật có hoa trong họ Asparagaceae.

## Hình ảnh

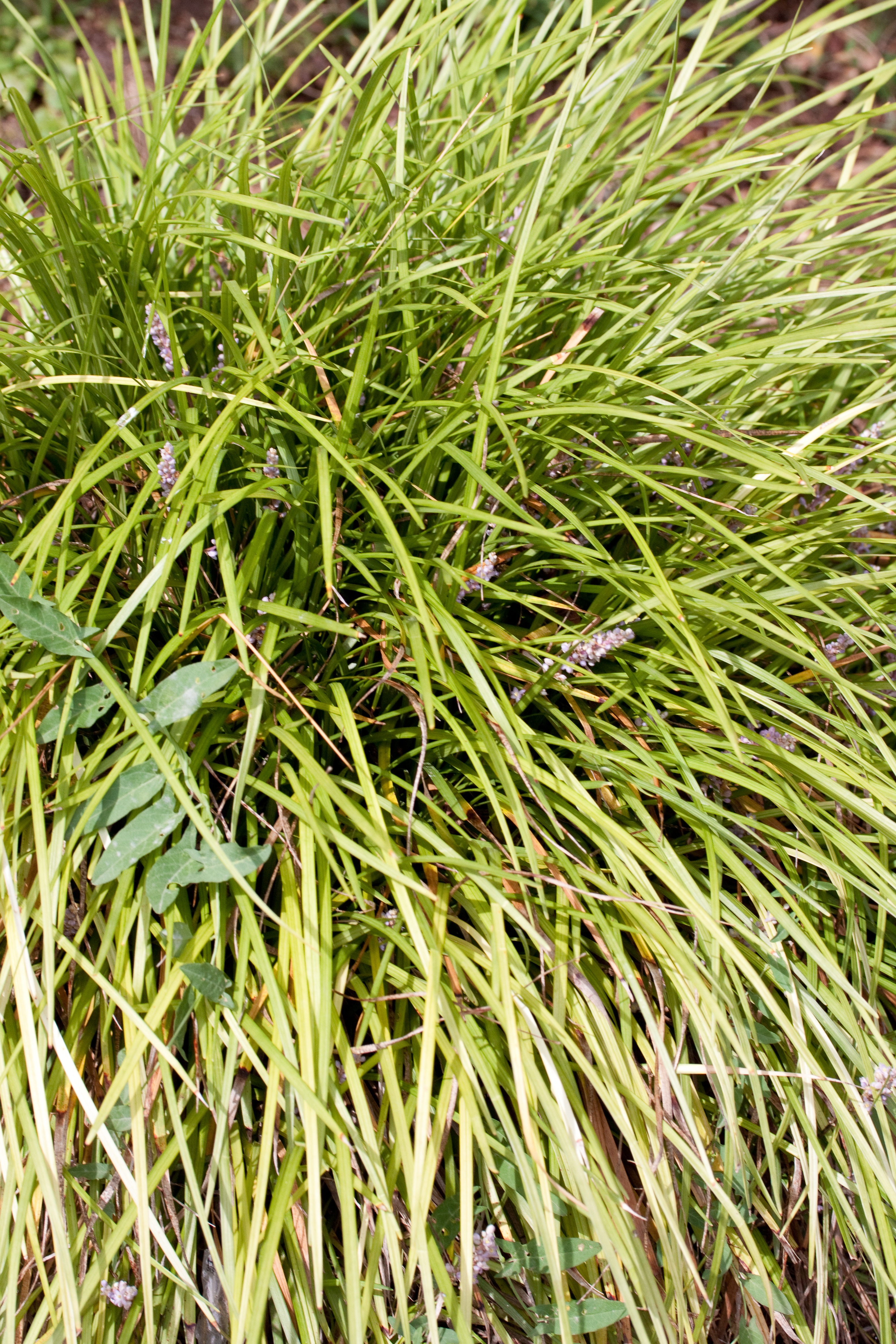
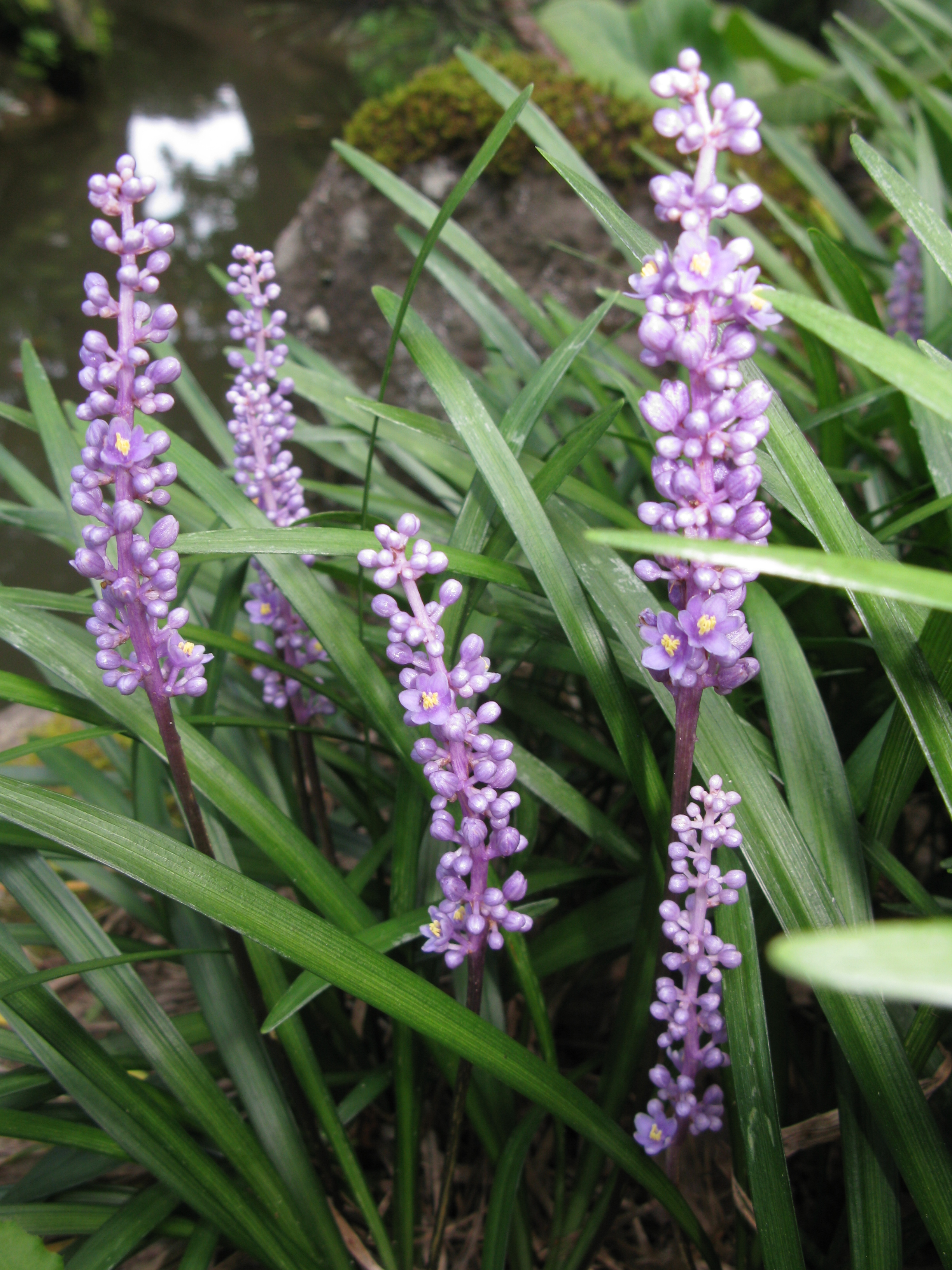
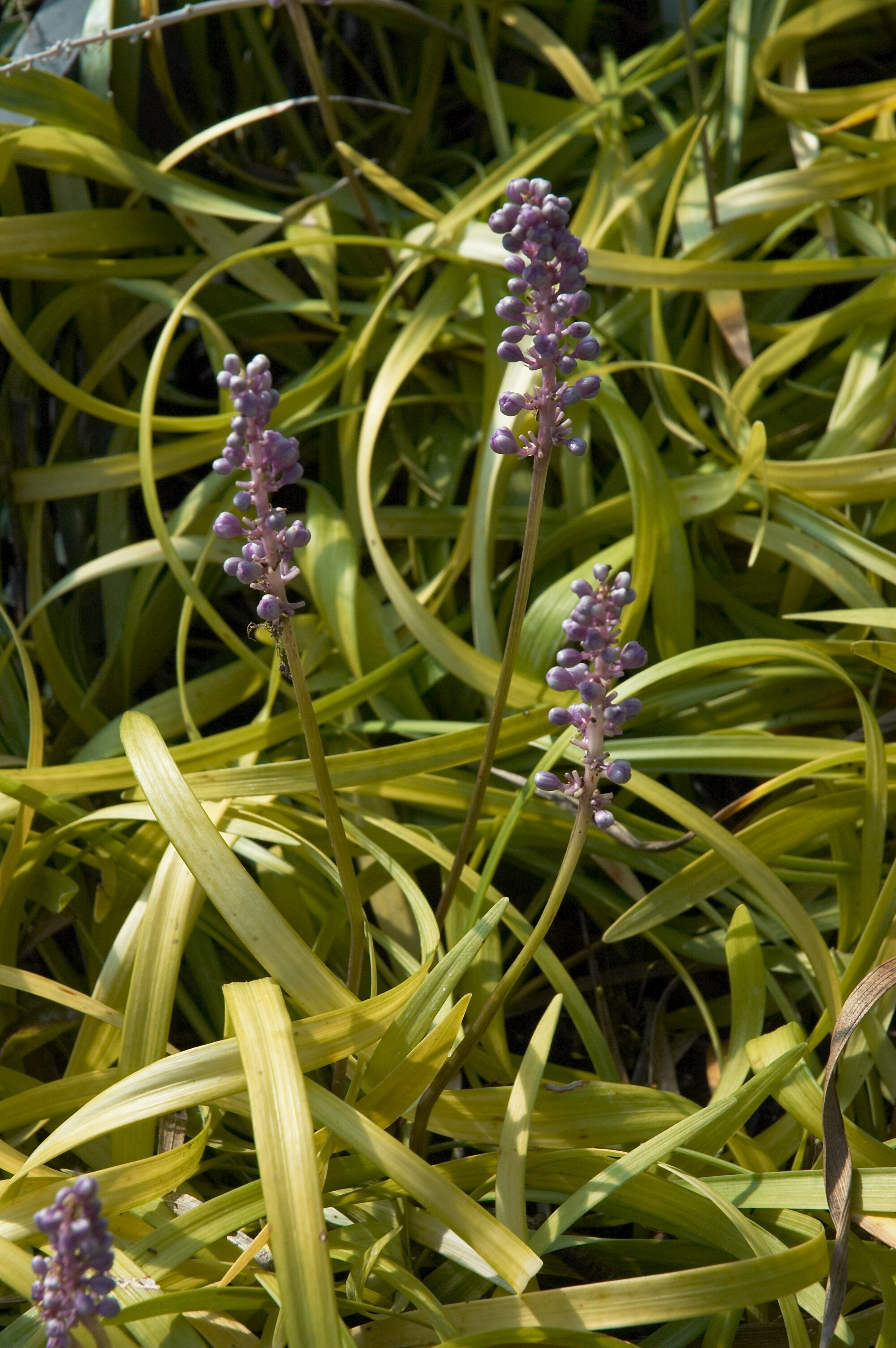
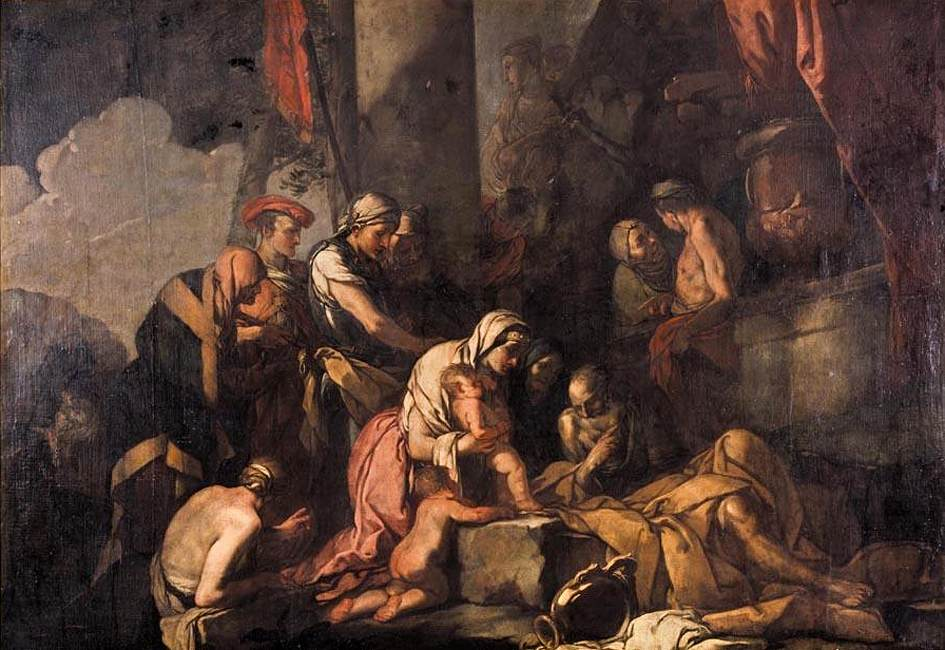

## Danh sách loài
- Liriope exiliflora
- Liriope gigantea
- Liriope graminifolia
- Liriope kansuensis
- Liriope longipedicellata
- Liriope minor
- Liriope muscari
- Liriope spicata